# Jakub Schlosser
Jakub Schlosser (ur. 25 października 1897 r. w Lipsku (pow. iłżecki), zm. ?) – łódzki lekarz chirurg.

## Biogram
Urodził się w ortodoksyjnej rodzinie Ajzyka, kupca. Ukończył gimnazjum w Wiedniu. Studiował na uniwersytetach w Wiedniu i Berlinie i tu w 1929 r. uzyskał dyplom doktora medycyny.
W 1931 r. rozpoczął prywatną praktykę w Łodzi. Mieszkał przy ul. Cegielnianej (obecnie ul. Stefana Jaracza) 30.
Był członkiem zarządu łódzkiego Oddziału Żydowskiego Towarzystwa Krajoznawczego.
Należał do zwolenników emigracji Żydów do Palestyny.
Publikował artykuły dotyczące higieny i krajoznawstwa na łamach łódzkiej prasy „Lodzer Togbłat”, „Najer Fołksbłat” i „Der Judiszer Arbajter”. 
Po zajęciu Łodzi przez Niemców we wrześniu 1939 r. Chaim Rumkowski powołał go do Rady Starszych gminy żydowskiej w Łodzi, której członkowie zostali niebawem aresztowani podczas jej inauguracyjnego posiedzenia (11 listopada 1939 r.) i straceni lub wywiezieni do obozów koncentracyjnych na terenie Rzeszy. Był wśród nich. Data i miejsce śmierci są nieznane.